# 19e régiment d'infanterie (France)
Pour les articles homonymes, voir 19e régiment d'infanterie et Régiment de Flandre.
Le 19e régiment d'infanterie (19e RI) est un régiment d'infanterie de l'Armée de terre française créé sous la Révolution à partir du régiment de Flandre, un régiment français d'Ancien Régime.

## Création et différentes dénominations
- 1er janvier 1791 : tous les régiments prennent un nom composé du nom de leur arme avec un numéro d’ordre donné selon leur ancienneté. Le régiment de Flandre devient le 19e régiment d'infanterie de ligne ci-devant Flandre.
- 1793 : création de la 19e demi-brigade de première formation, « l'invincible 19e demi-brigade »
- 1796 : reformé en tant que 19e demi-brigade de deuxième formation, « l'invincible 19e demi-brigade »
- 1803 : renommé 19e régiment d'infanterie de ligne.
- 1814 : pendant la Première Restauration et les Cent-Jours, le régiment garde son numéro
- 16 juillet 1815 : comme l'ensemble de l'armée napoléonienne, il est licencié à la Seconde Restauration
- 11 août 1815 : création de la 1re légion de la Gironde
- 1820 : la 31e légion de la Gironde est amalgamée et renommée 19e régiment d'infanterie de ligne.
- 1887 : renommé 19e régiment d'infanterie
- 1914 : à la mobilisation, il forme le 219e régiment d'infanterie
- 1920 : dissous
- 1939 : le 2 septembre, le 19e RI est reconstitué à Landerneau.
- 1964 : le 11 juin reconstitution du régiment de réserve créé à Brest dans le cadre de la défense opérationnelle du territoire (DOT), nommé 19e RID[précision nécessaire]
- 1979 : le 19e RID prend la dénomination de 19e RI
- 1998 : le régiment est dissous.

## Chefs de corps
- 9 juin 1790 : Louis Victoire Lux de Montmorin-Saint-Hérem
- 1792 : colonel Dattel de Lutanges
- 1792 : colonel Charles Joseph Leyris Desponchès (*) ;
- 1793 : colonel de Long
- 1794 : chef de brigade Pierre François Verne (*) ;
- 1797 : chef de brigade Pierre Ramand ;
- 1800 : chef de brigade Benoit Regismanset (*);
- 1809 : colonel Joseph-Emmanuel Aubry ;
- 1812 : colonel Jean-Aimable Trupel ;
- 1821 : colonel Marie Joseph Massol ;
- 1858 : colonel Joseph de Brauer. Grand-officier de la Légion d’honneur, décédé dans sa propriété d’Urcel (Aisne) le 3 juillet 1887[1].
- 1870 : Colonel de Launay
- 1914 : Commandant Viotte (*)
- 1939 : Commandant Bretillon

(*) Officier qui devint par la suite général de brigade.
(**) Officier qui devint par la suite général de division.

## Historique des garnisons, combats et batailles du

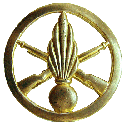
insigne de béret d'infanterie

## Principaux combats et sièges auxquels a participé le19eRIde 1597 à 1940

### Guerres de la Révolution et de l'Empire

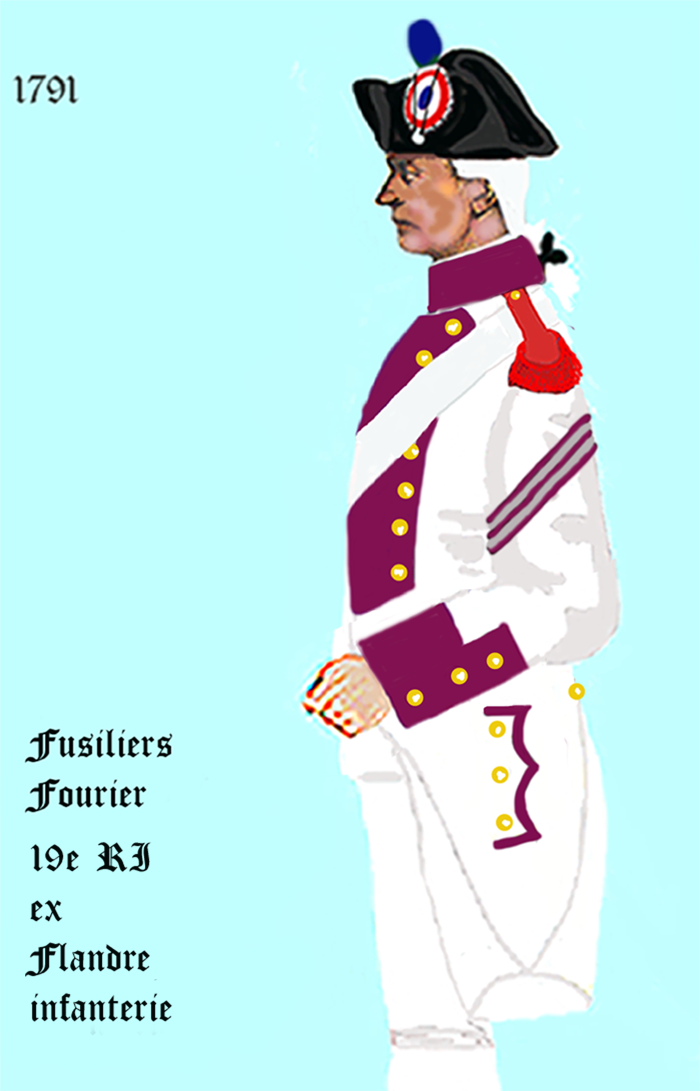
19e régiment d'infanterie de ligne de 1791 à 1797
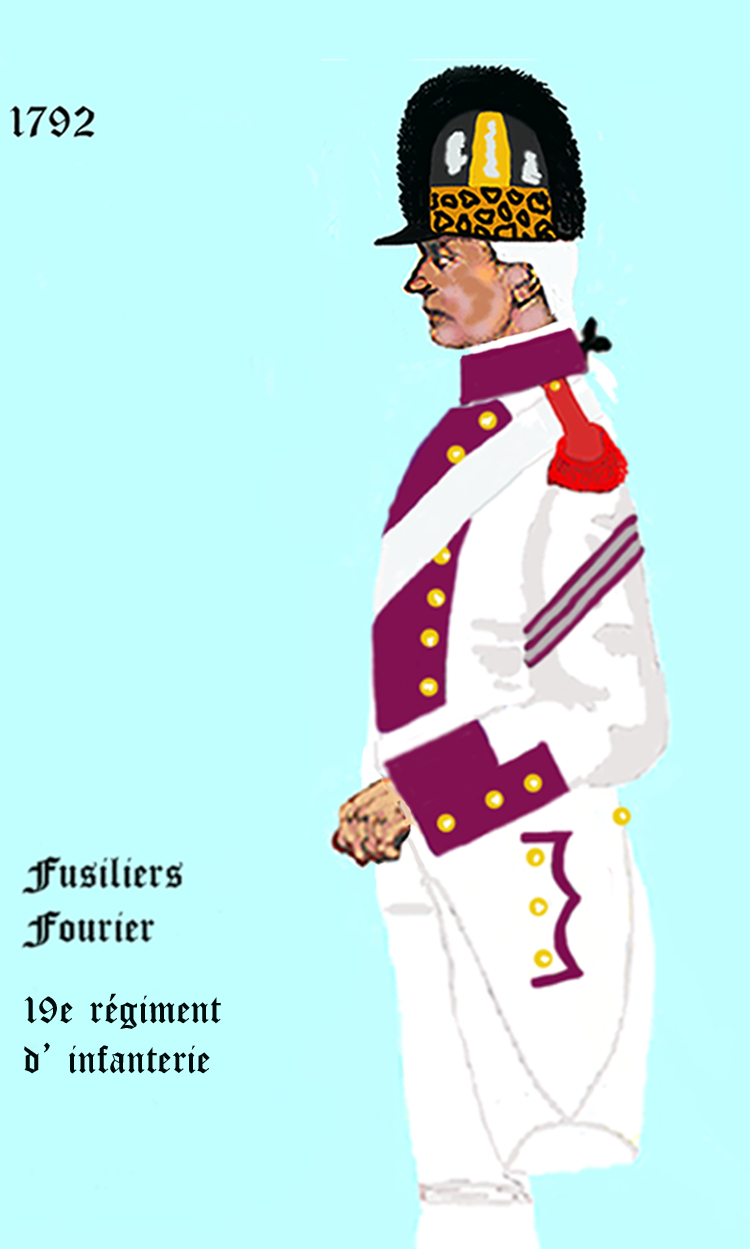
19e régiment d'infanterie de ligne de 1792
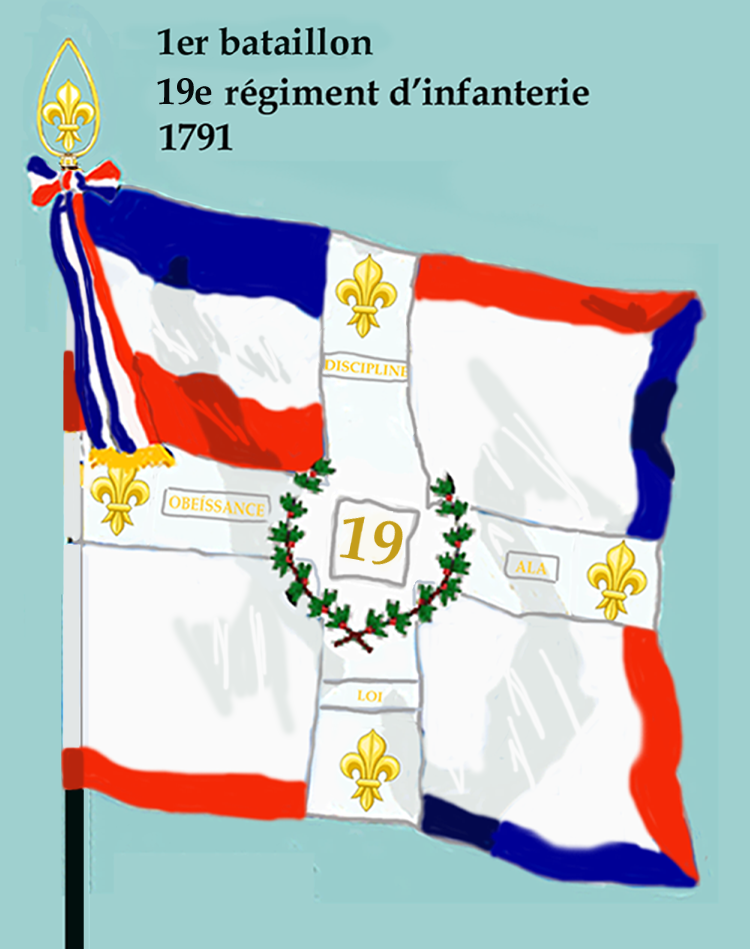
Drapeau du 1er bataillon du 19e régiment d'infanterie de ligne de 1791 à 1793
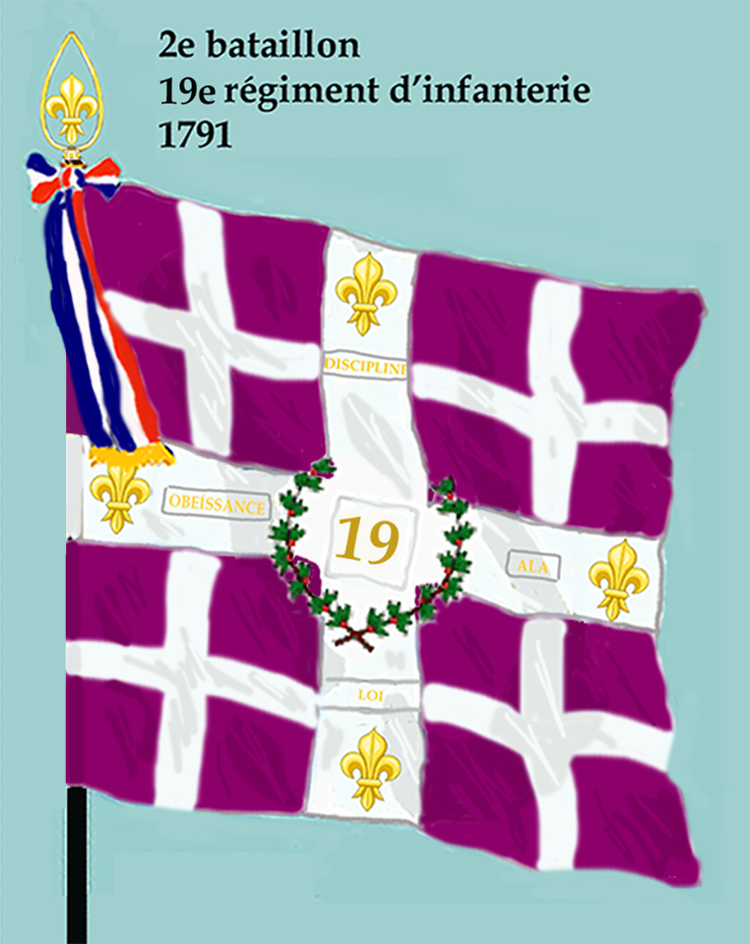
Drapeau du 2e bataillon du 19e régiment d'infanterie de ligne de 1791 à 1793

Les 5 et 6 octobre 1789 le régiment de Flandre assure la protection du Palais de Versailles, pendant l'insurrection. Il fut appelé à la demande de Louis XVI, qui craignait pour sa sécurité et celle de la famille royale.
- 1792 :
  - Bataille de Valmy,
  - Bataille de Jemappes
- 1793 :
  - Lors du premier amalgame création de la 19e demi-brigade de première formation, formée des :
    - 1er bataillon du 10e régiment d'infanterie (ci-devant Neustrie)
    - 2e bataillon de volontaires du Mont-Blanc
    - 3e bataillon de volontaires des Basses-Alpes

  - Bataille de Wattignies

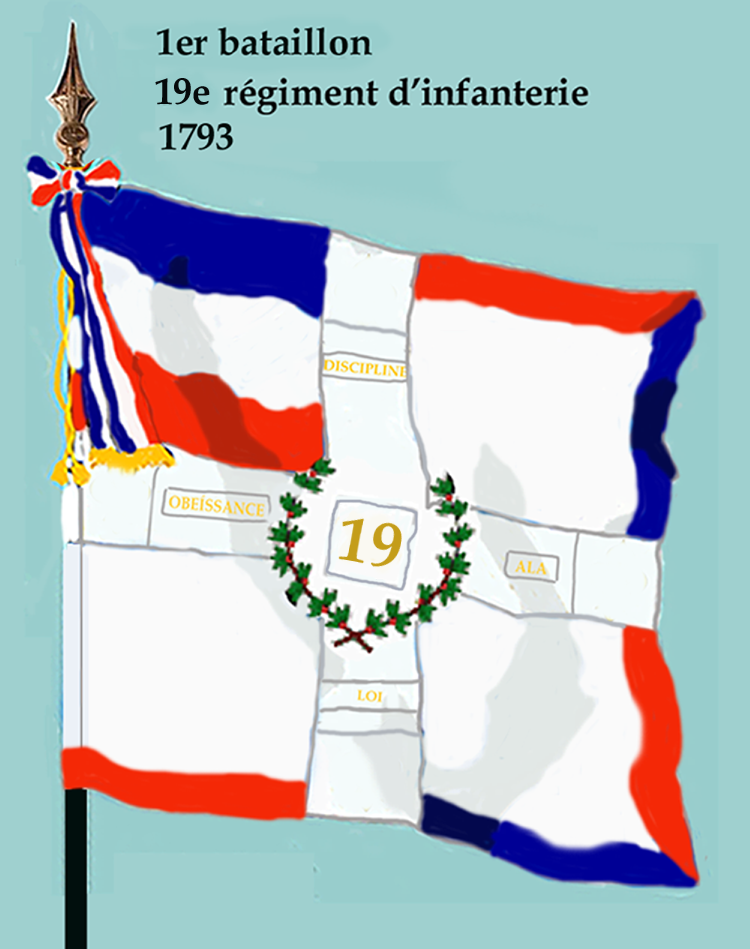
Drapeau du 1er bataillon du 19e régiment d'infanterie de ligne de 1793 à 1804
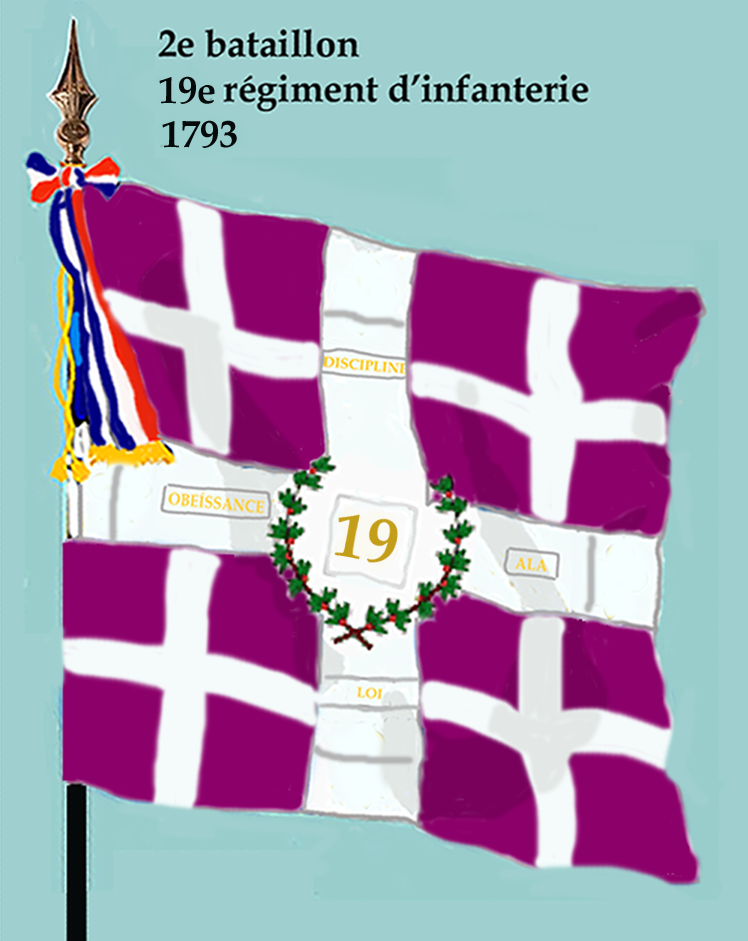
Drapeau du 2e bataillon du 19e régiment d'infanterie de ligne de 1793 à 1804

- 1794 : Armée du Nord
  - Bataille de Mouscron
- 1796 :
  - Reformé en tant que 19e demi-brigade de deuxième formation avec les :
    - 1er et 3e bataillons de la 45e demi-brigade de première formation (1er bataillon du 23e régiment d'infanterie (ci-devant Royal), 1er bataillon de volontaires des Basses-Alpes et 1er bataillon de volontaires de la Lozère)
    - 1er et 2e bataillons de la 180e demi-brigade de première formation (2e bataillon du 102e régiment d'infanterie, 7e bataillon de volontaires de la Haute-Saône et 2e bataillon de volontaires de Lot-et-Garonne)

  - Bataille de Mantoue
- 1796 :
  - Bataille de Castiglione
- 1797 :
  - Combat d'Anghiari,
  - Bataille de St George's Caye
- 1798 :
  - Bataille de Corte
- 1798 :
  - Prise de Malte,
  - Bataille des Pyramides
- 1799 :
  - Bataille d'Aboukir,
  - Bataille de Nazareth-Loubé,
  - Bataille du Mont-Thabor,
  - Bataille de Saint-Jean-d'Acre
- 1800 :
  - Bataille d'Héliopolis

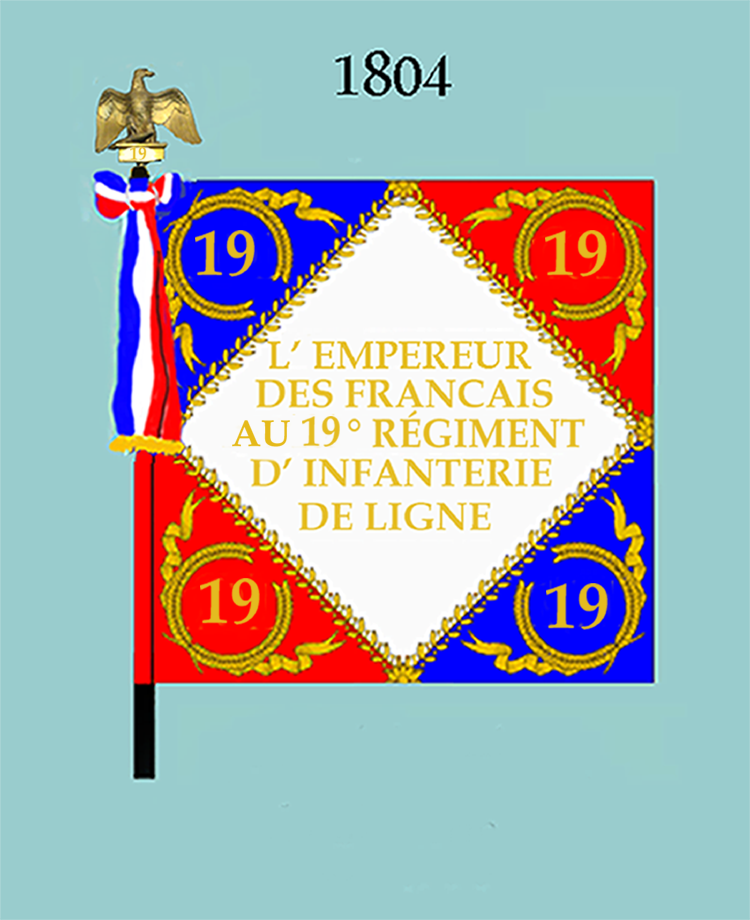
Drapeau modèle de 1804 (avers)
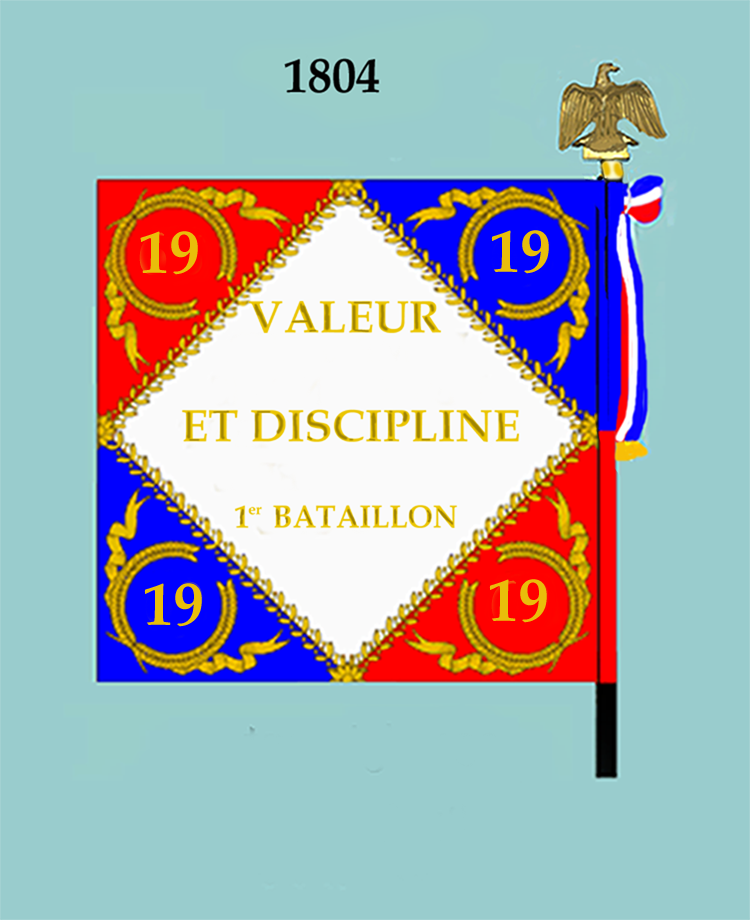
Drapeau modèle de 1804 (revers)

- 1807 :
  - Siège de Dantzig
- 1809 :
  - Bataille de Wagram
- 1810 :
  - Bataille de Busaco

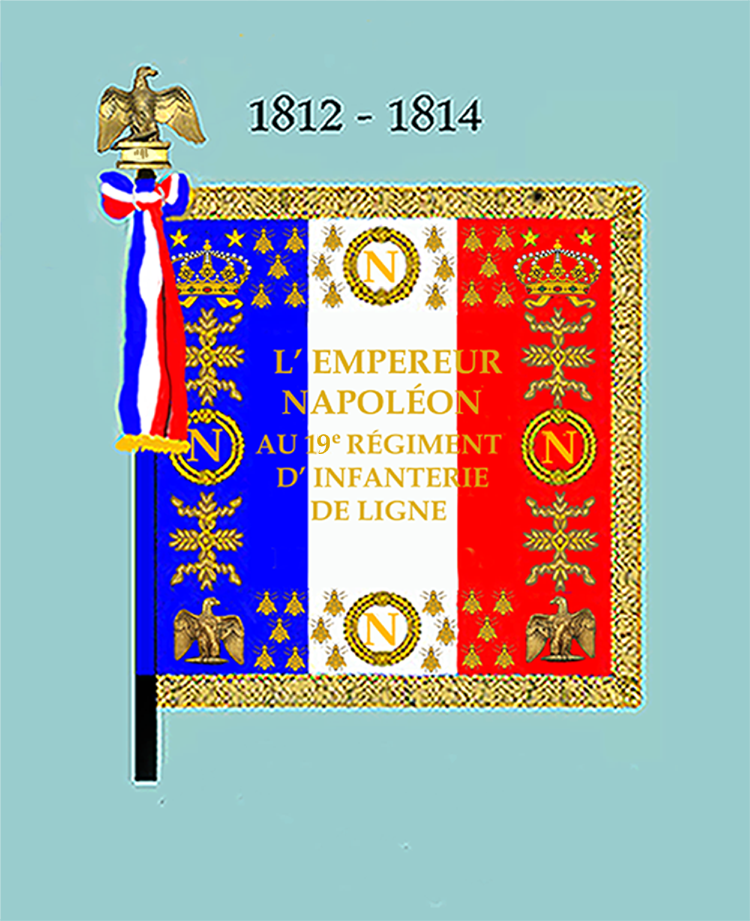
Drapeau modèle de 1812 (avers)
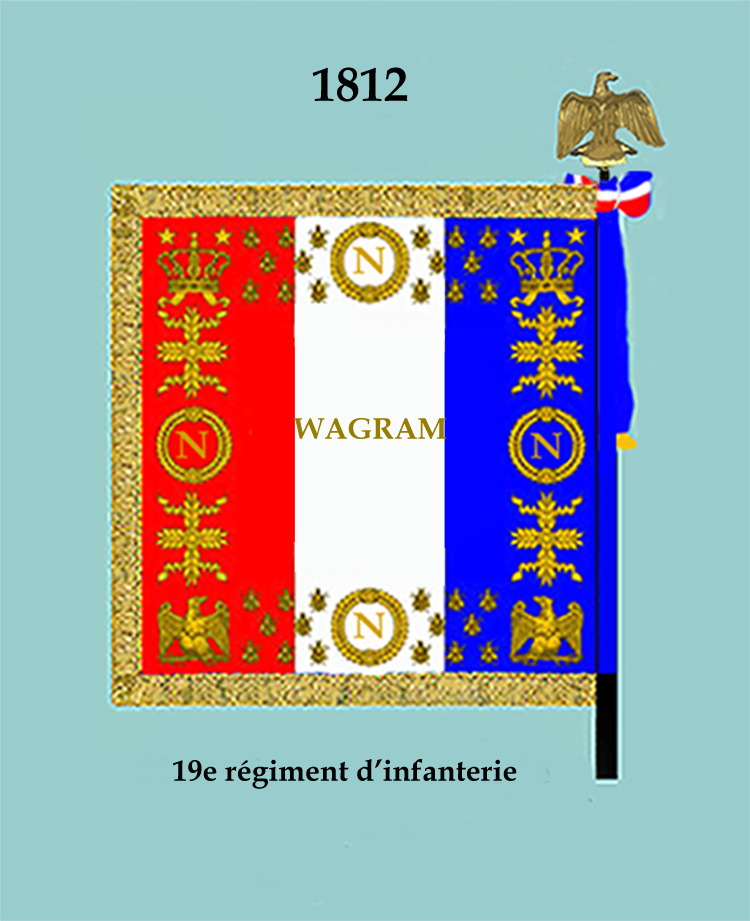
Drapeau modèle de 1812 (revers)

- 1812 : Campagne de Russie
  - Bataille de Polotsk[Lequel ?],
  - Bataille de la Bérézina
- 1813 : Campagne d'Allemagne
  - Bataille de Dresde,
  - Bataille de Leipniz,
  - Bataille de Hanau,
  - 16-19 octobre : Bataille de Leipzig
- 1814 : Campagne de France (1814)
  - Bataille de St-Dizier,
  - Bataille de Brienne,
  - Bataille de Montereau

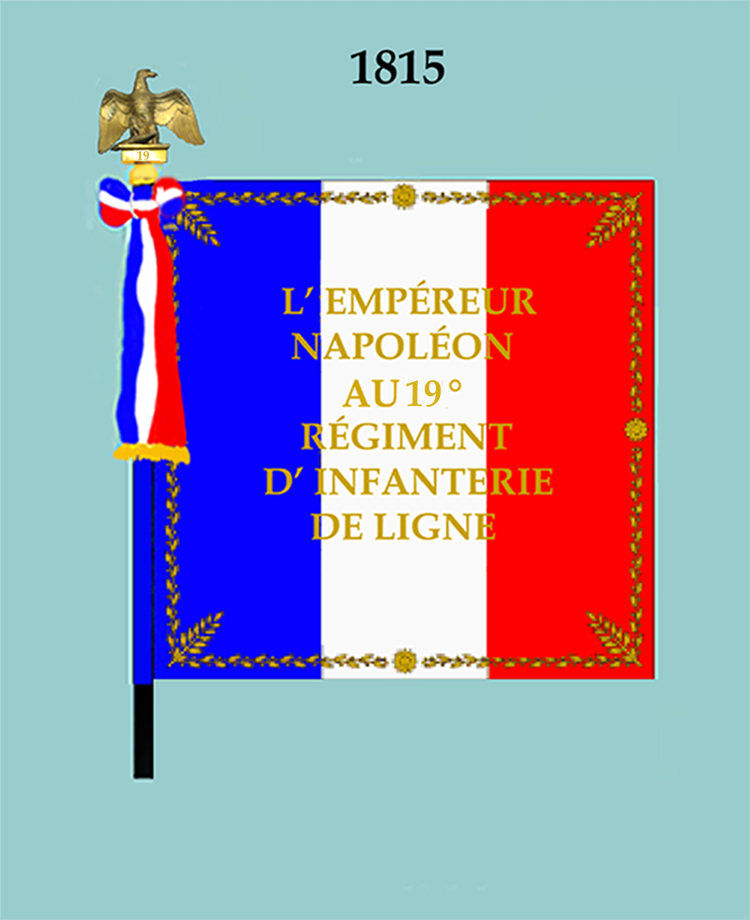
Drapeau modèle de 1815 (avers)
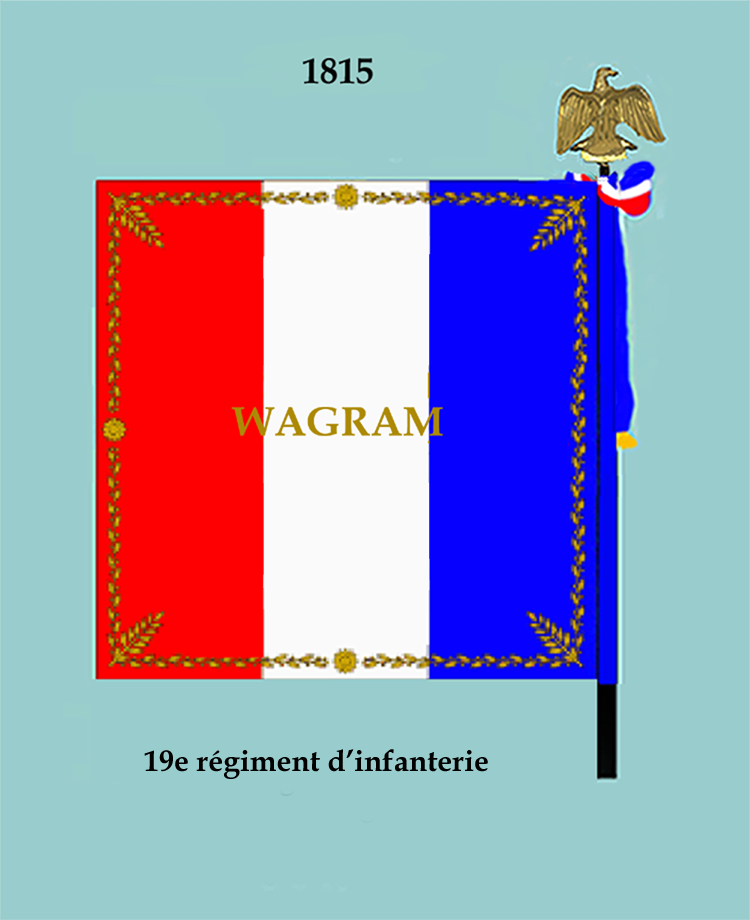
Drapeau modèle de 1815 (revers)

- 1815 :
  - Bataille de Waterloo

### 1815 à 1852
- 1815 : les Cent jours. Le 19e entre dans le 1er Corps Drouet d'Erlon, Division Donzelot, brigade Aulard. Deux bataillons à l'effectif de 1 055 hommes sous les ordres du colonel Trupel quittent Douai le 10 juin. Remise des aigles à Valenciennes le 12. Passage de la Sambre le 15. Bivouac sud de Mont-St-Jean, le 17 et bataille de Waterloo le 18. Retraite de Charleroi, Solre sur Sambre, Laon, Compiègne, Senlis, Paris, St-Maixent. Licenciement du régiment à Ribérac (Lot), 16-24 septembre 1815, conformément à l'Ordonnance du 15 juillet ordonnant la dissolution de tous les régiments de l'Empire remplacés par des Légions départementales. Les débris du régiment contribuent à former à Gap la Légion des Hautes-Alpes.

Barcelone, 1823 -
- 1830 : Une ordonnance du 18 septembre créé le 4e bataillon et porte le régiment, complet, à 3 000 hommes[2].

Anvers, 1832 -

### Second Empire
1854-1856Guerre de Crimée
- Bataille de l'Alma
- Bataille d'Inkerman
- Siège de Sébastopol

- Par décret du 2 mai 1859 le 19e régiment d'infanterie fourni 1 compagnie pour former le 101e régiment d'infanterie de ligne.

- 1859 : Campagne d'Italie

- De 1860 à 1865 le régiment sert dans les États pontificaux

### Guerre de 1870-1871
- 1870 : 15 juillet : Déclaration de guerre à l'Allemagne. Le régiment quitte Paris à l'effectif de 1 642 hommes en 3 bataillons pour l'Armée de Metz, 3e Corps Bazaine, Division Castagny, Brigade Nayral. Au camp sous Metz. Bataille de Borny (14 août) et de Servigny. Capitulation de Metz le 28 octobre. Le colonel de Launay, passé dans la Garde impériale est remplacé par le colonel Bréard[réf. nécessaire].
- Le 16 août 1870, le 4e bataillon, formé, pour la plupart, de nouveaux arrivants, quitte le dépôt pour créer le 6e régiment de marche qui formera la 1re brigade de la 1re division du 13e corps d'armée[3]
- Le 28 octobre, une compagnie de marche du 19e de ligne, formant le 5e régiment de marche participe au combat de Formerie[4],[5].

Le 17 novembre 1870 eut lieu, le combat de Torçay où fut engagé une compagnie de marche du 12e RI qui composait le 36e régiment de marche[réf. nécessaire].
- Le 21 septembre, le dépôt transféré d'Alençon à Rennes est dirigé sur Laval le 7 octobre où est formé le Bataillon de marche du 19e dirigé sur la 2e armée de la Loire. Camp d'Yvré-L'Évêque.

- Le 6 janvier 1871, la compagnie de marche du 19e RI qui composait le 36e régiment de marche est engagé dans l'affaire du Gué-du-Loir.
- 1871 : Tandis que le Bataillon de marche du 19e participe aux opérations de l'Armée de la Loire autour du Mans, le dépôt quitte Laval pour Landerneau le 17 janvier, puis pour Brest les 15 et 18 mars où arrive le 22 le Bataillon de marche.

### 1871 à 1914
- 1881 à 1886 : expédition de Tunisie.

Lors de la réorganisation des corps d'infanterie de 1887, le régiment fourni un bataillon pour former le 153e régiment d'infanterie.

### Première Guerre mondiale
Le 19e RI est formé à Brest.
Le régiment, caserné au château de Brest est commandé en 1914 par le colonel Chapès. Composé presque exclusivement d'éléments bretons au début de la campagne, cependant il garda toujours au moins un tiers de soldats bretons et dut à cette circonstance de conserver précieusement ses belles traditions et ses qualités bretonnes de rudesse, d'ardeur au combat, de dévouement. Il est intégré à la 22e Division d'Infanterie (général Pambet), 11e corps (général Eydoux).

#### 1914
Principaux combats : Maissin (Belgique), dans le Luxembourg belge (22 août 1914-seule victoire de la IVe armée, a donné son nom à une place de Brest), la Marne (8 au 13 septembre) dans la région de Lenharrée, Haussimont et Vassimont.
- Belgique, 1914 -

La Meuse, la Marne, Thiepval, Ovillers-la-Boisselle, 1914 -

#### 1915
- 25 septembre-6 octobre : seconde bataille de Champagne
  - Tahure
- chemin des Dames,

La Somme, Champagne, 1915 -

#### 1916
- Verdun, Berry-au-Bac

#### 1917
Le régiment est touché par des mutineries en mai 1917.
au Mesnil-lès-Hurlus (à partir du 17 avril 1917).
Laffaux, Fayet-St-Quentin, 1917 -

#### 1918
Le souvenir du 19e régiment d'infanterie est partout présent dans la commune de Maissin (Belgique).
Le 19e régiment d'infanterie fut le dernier régiment qui prit connaissance de l'armistice, et un représentant du régiment jusqu'en 1998 eut l'honneur de raviver la flamme du soldat inconnu le 11 novembre.
- L'Avre,
- Chemin des Dames,
- Hartmannswillerkopf,
- 27 mai 1918 : Seconde bataille de la Marne, bataille de l'Aisne
- Somme-Py,
- Passages de l'Aisne et de la Meuse

Il est dissous en 1920.

### Entre-deux-guerres
Le régiment est dissous le 1er janvier 1924.

### Seconde Guerre mondiale

#### Drôle de guerre
Le régiment est reconstitué le 5 septembre 1939 par le CMI 114 de Landerneau sous les ordres du commandant Bretillon, il appartient à la 22e division d'infanterie, de série A, (XIe corps d'armée, 9e armée). Le régiment monte en ligne dans le secteur de Waldweistroff dans la région de Thionville, le 25 décembre 1939, y séjourne jusque fin février 1940.
La 22e DI est concernée par la manœuvre Dyle, elle doit gagner la Meuse pour l'occuper entre Vireux-Molhain et Hastière. Un détachement dit « de Givet » comprenant le 19e RI est chargé d'organiser la position sur la Meuse française au cours de la Drôle de guerre.

#### Bataille de France
Le 19e R.I. est dirigé sur les Ardennes puis dans le secteur de Givet du 15 mars au 10 mai 1940, jour de l'offensive allemande en Belgique. Le régiment franchit la frontière et prend position sur 8 kilomètres de front entre Bac du Prince et la boucle de Waulsort et reçoit, le 14 mai 1940, le choc ennemi dans des conditions de défense les plus mauvaises. Retraite par Couvin vers la forêt de Saint-Michel. Le 19e R.I est anéanti. Le 19 mai, le drapeau doit être brûlé à la Terrière (Nord) pour échapper aux mains de l'ennemi.

## De 1945 à nos jours
- Reconstitution le 11 juin 1964 du Régiment de Réserve créé à Brest dans le cadre de la Défense opérationnelle du Territoire (D.O.T). Il s'appellera le 19e R.I.D.. En 1979, le 19e R.I.D. prend la dénomination de 19e R.I.. En 1998, le Régiment est définitivement dissous.

## Drapeau
Il porte, cousues en lettres d'or dans ses plis, les inscriptions suivantes :
- Jemappes 1792
- Héliopolis 1800
- Wagram 1809
- Sébastopol 1854-55
- Belgique 1914
- Champagne 1915
- L'Avre 1918
- Somme-Py 1918

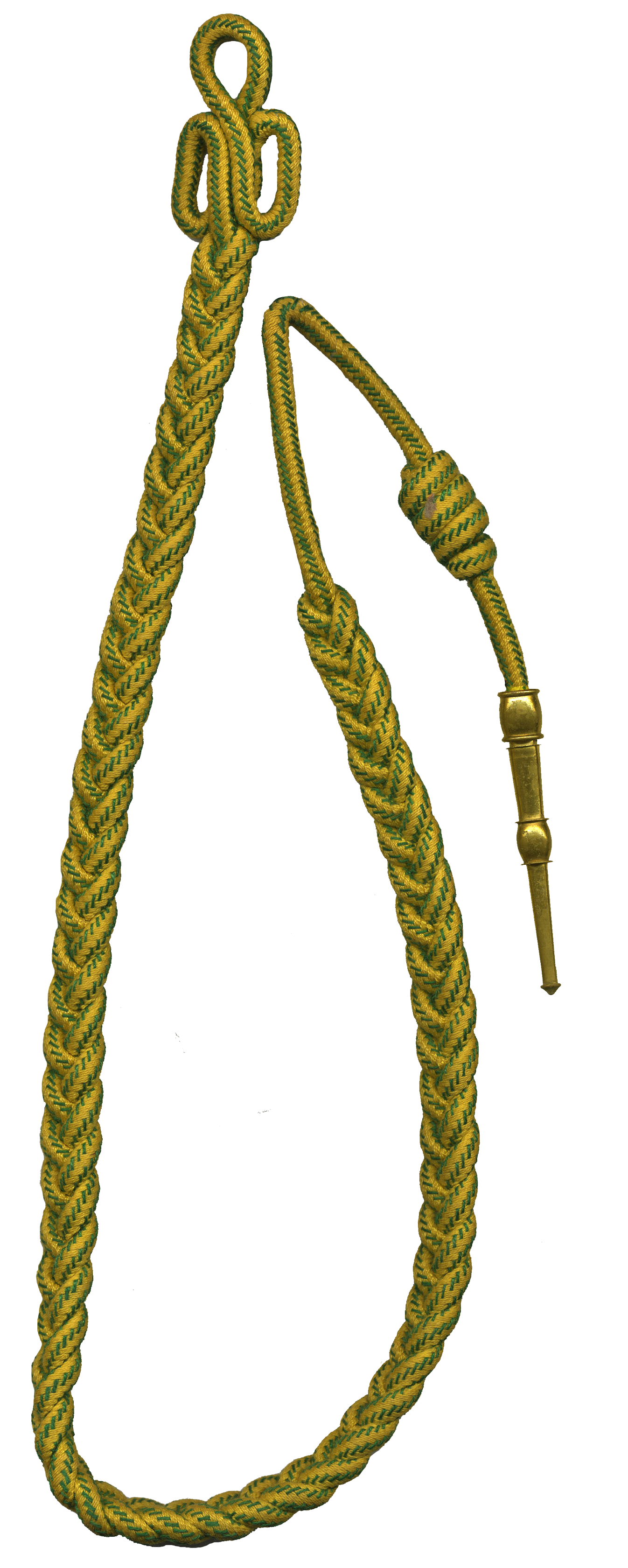
la Fourragère aux couleurs du ruban de la Médaille Militaire.
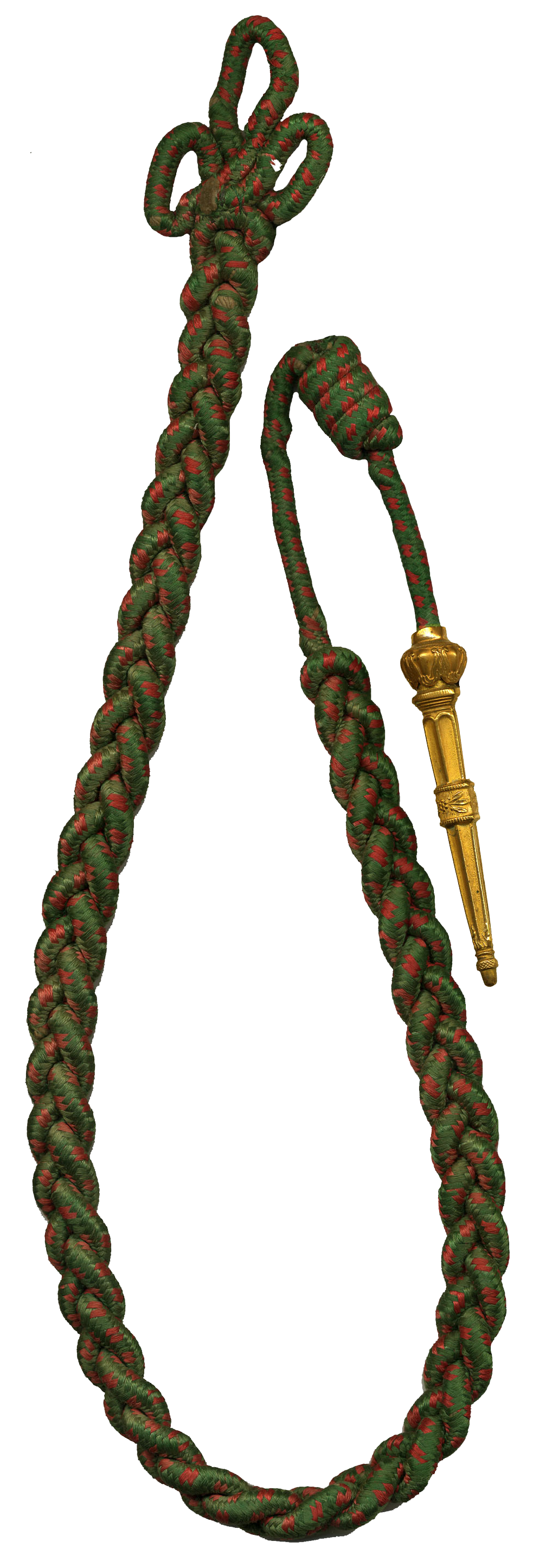
Fourragère aux couleurs du ruban de la Croix de guerre 1914-1918.
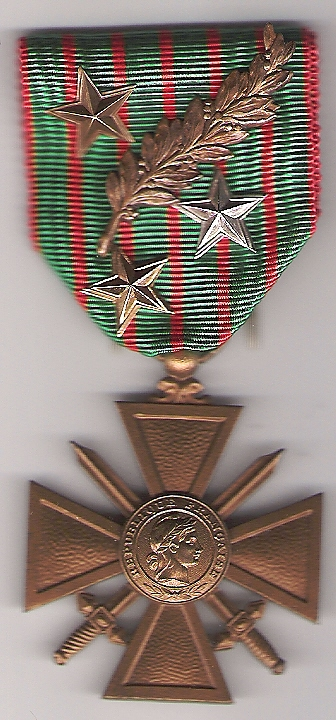
Croix de guerre 1914-1918.

## Décorations
Sa cravate est décorée de la Croix de guerre 1914-1918 avec quatre citations à l'ordre de l'armée.
- la Fourragère aux couleurs du ruban de la Médaille militaire décernée le 17 avril 1919.
- la fourragère aux couleurs du ruban de la Croix de guerre 1914-1918 décernée le 9 décembre 1917.
- Le général commandant en chef décide que le 19e R.I qui a obtenu deux citations à l'ordre de l'armée au cours de la campagne pour sa belle conduite devant l'ennemi, aura le droit au port de la fourragère aux couleurs du ruban de la Croix de guerre. Ordre général n.71 « F » du 9 décembre 1917 général en chef Pétain.
- Par application des prescriptions de la circulaire n.2156 « F » du 22 février 1918, le maréchal de France commandant en chef des armées françaises de l'est a décidé que le 19e R.I aurait le droit au port de la fourragère aux couleurs de ruban de la Médaille militaire. Ordre n.151 « F » IG n.1176 du 17 avril 1919 du maréchal commandant en chef des armées françaises de l'est P.Pétain.

## Insigne
- Dessiné par le caporal Ducrocq il est exécuté par le graveur Drago. Représentant la côte bretonne, avec son calvaire, qui résiste à l'assaut des vagues, il évoque ainsi la ténacité.
- Il porte la maxime du régiment : « La vague s'y brise »

## Personnalités ayant servi au19eRI
- Pierre Melchior d'Adhémar (1740-1820), major au régiment de Flandre (retraité en 1789), préfet napoléonien.
- Albert Cambriels (1816-1891) alors chef de bataillon
- Charles Troufleau (1878-1916) professeur de lettres et poète, figure parmi les 560 écrivains morts pour la France au Panthéon
- Alain d'Humières (1884-1940), alors chef de bataillon.
- Pierre Nicolas Auguste Alfred Mairot alors lieutenant-colonel
- Pierre Massé (1898-1987), élève de l'Ecole polytechnique
- Noël Riou (1898-1964), Compagnon de la Libération.
- Jean Valette d'Osia (1898-2000) aspirant au 19e RI en 1917, Chevalier de la Légion d'honneur à 19 ans, Résistant et Seconde guerre mondiale, Général de corps d'armée en 1958, Grand-croix de la Légion d'Honneur en 1978
- Jean Vourc'h (1920-1944), sous-officier, Compagnon de la Libération.

## Sources et bibliographie
- Ouvrage par Marcel FLOC'H « La Longue Marche du 19e R.I. de Brest pendant la Première Guerre mondiale » tome I et II - Amicale du 19e de Ligne
- [9]19e R.I (1914-1918)
- À partir du Recueil d'Historiques de l'Infanterie Française (Général Andolenko - Eurimprim 1969)
- Historique du 19e régiment d'infanterie pendant la guerre 1914-1918, Nancy, Impr. Berger-Levrault, 11 p., lire en ligne sur Gallica.